# Сорокин (Курська область)
Сорокин (рос. Сорокин) — хутір в Фатезькому районі Курської області Російської Федерації.
Населення становить 58 осіб. Входить до складу муніципального утворення Банинська сільрада.

## Історія
Населений пункт розташований на території українського етнічного та культурного краю Східна Слобожанщина.
Від 2004 року входить до складу муніципального утворення Банинська сільрада.

## Населення
| 2002 | 2010 |
| ---- | ---- |
| 65   | ↘58  |